# Fiorano Modenese
Fiorano Modenese (Fiurân in dialetto modenese) è un comune italiano di 16 687 abitanti della provincia di Modena in Emilia-Romagna, situato a sud del capoluogo.
Il comune fa parte dell'Unione dei Comuni del Distretto Ceramico insieme con i comuni di Formigine, Frassinoro, Maranello, Montefiorino, Palagano, Prignano sulla Secchia e Sassuolo.

## Geografia fisica
Il centro è racchiuso tra i comuni limitrofi del Comprensorio Ceramico di cui fa parte. Si trova a poco più di 17 chilometri da Modena ed è il comune del distretto con la maggior concentrazione di stabilimenti industriali dedicati alla ceramica.
Il territorio comunale ospita la riserva naturale regionale delle Salse di Nirano.

## Storia

### Preistoria e storia antica
Negli anni quaranta Fernando Malavolti condusse gli scavi in località Fornaci Carani che permisero la scoperta di un importante insediamento neolitico che ha dato il nome alla fase più antica del neolitico in Italia per quanto riguarda l'Emilia centrale: la Cultura di Fiorano. I resti dell'insediamento neolitico si trovarono a oltre 4 metri di profondità ed erano composti da fondi di capanne, pozzetti, focolari, strumenti in selce, manufatti in pietra verde levigata oltre a reperti ceramici che vennero esposti presso il Museo civico archeologico etnologico di Modena. Gli scavi stratigrafici portarono alla luce vari strati sovrapposti, in parte depositi alluvionali e in parte di attività umane dell'età del bronzo, del ferro e di età romana. La "Cultura di Fiorano" è caratterizzata da alcuni tipici contenitori ceramici: grandi orci quadriansati, fiaschi, scodelle e tazze decorate da linee verticali di punti impressi e linee incise. Per quanto riguarda la datazione dei rinvenimenti essi fanno riferimento al VI millennio a.C. e collocandoli quindi come i primi segni di presenza umana nella Provincia di Modena quando l'attività si spostava da caccia e raccolta a coltivatrice e allevatrice.
Presso Cave Cuoghi tra il 1967 e il 1970 furono rinvenuti resti di una ceramica risalente al IV millennio a.C. riferibile alla "cultura dei vasi a bocca quadra".
A Fiorano Modenese la presenza di una civiltà terramaricola nei pressi del torrente Corlo è testimoniata dai rinvenimenti di Fernando Malavolti nel 1946 nella proprietà Ravazzini di un consistente giacimento archeologico, spesso circa due metri.
A seguito della fine della civiltà delle terramare intorno al 1150 a.C., il territorio modenese assiste a un forte tracollo demografico, nonostante la sopravvivenza di piccoli villaggi isolati. Gli abitati a oriente del Panaro sono caratterizzati da forme di cultura sempre più decadenti, nella quale appaiano sporadici e modesti gli elementi delle vicine fiorenti culture dell'età del ferro. La civiltà villanoviana, estensione diretta della cultura Urnfield dell'Europa centrale, non appare infatti oltrepassare il fiume Panaro a occidente. Come conseguenza di un radicale processo di orientalizzazione tale civiltà sfocerà poi nel VIII-VII secolo a.C. nella civiltà etrusca.
La conflittualità nel Mediterraneo occidentale tra Etruschi, Greci, e Cartaginesi rese impraticabili le antiche rotte commerciali, ecco che gli etruschi decisero di espandersi a nord nel VI secolo a.C.. L'espansione etrusca in area padana era finalizzata a una solida organizzazione itineraria, con percorsi commerciali attrezzati e sicuri; furono fondate ex novo e contemporaneamente le città di Mantova, Spina, Marzabotto e si procedette alla rifondazione di Bologna. Nonostante ciò in età etrusca il popolamento nel Modenese, e più in generale a occidente del Panaro, continuò ad apparire estremamente rarefatto, con l'eccezione di aree isolate di addensamento demografico come Castelvetro e Savignano sul Panaro. Mancano testimonianze etrusche a ovest del territorio di Maranello verso Fiorano e Sassuolo. Sembra infatti che tale civiltà si sia fermata lungo il Guerro, torrente localizzato a oriente del comune di Maranello. In questo periodo le principali attività umane riguardavano l'allevamento di bovini, maiali e capriovini oltre che a una massiccia produzione di ceramiche.
In corrispondenza dell'apice di prosperità dell'Etruria padana, quello che era incominciato come un graduale processo di infiltrazione celtica culminerà nel IV secolo a.C., quando intere nazioni provenienti dalla Francia settentrionale e dalle valli del Reno e del Danubio varcheranno le Alpi. L'alta pianura e l'area collinare compresa tra la Parma e Bologna sono l'epicentro dell'insediamento dalla tribù celtica più potente e numerosa che immigrerà nel Nord Italia, i famigerati Boi. L'archeologia attesta che tutte le fattorie etrusche nel territorio modenese sono abbandonate, e solo in rari casi si assiste a una continuità insediativa, mentre piccole enclavi etrusche rimasero in vita nella bassa modenese, un'area solo lievemente celtizzata. I Boi si distribuirono nella fascia collinare e pedecollinare della pianura padana in 112 tribù, infiltrandosi in profondità anche nelle valli fluviali dell'Appennino, fino a raggiungere a quella del torrente Dragone, area in cui vennero a contatto con Liguri Friniati. Nonostante ciò, con l'eccezione delle ampie valli fluviali appenniniche, come quella del fiume Secchia, le montagne rimasero saldamente in mano ai Friniati.
Gli irriducibili Galli Boi insieme con i Galli Insubri, i Liguri Friniati e Apuani, furono la popolazione a opporre maggiore resistenza all'avanzata romana. La sottomissione del Galli Boi con la battaglia di Modena nel 192 a.C. finalizzò infatti la definitiva conquista romana della Gallia Cisalpina.
Nel 183 a.C. fu fondata Muthina e il suo territorio fu assegnato a 2 000 coloni ciascuno con un terreno di circa 1500 m². I coloni costruirono nell'area centuriata fattorie, impianti produttivi, e ville rustiche. Mentre gli altri territori non interessati dalla centuriazione romana, come Fiorano, Formigine e dunque tutta la fascia pedecollinare e lungo i corsi del fiume Secchia e Panaro furono destinati ad ager publicus cioè a uso pubblico come il pascolo, lo sfruttamento di aree boschive o per la fabbricazione di laterizi e ceramica. Presso il quartiere Torre delle Oche sono infatti stati ritrovati i resti di una fornace datata seconda metà del II secolo a.C., creata per la produzione di anfore forse destinate al commercio del vino.
Con la romanizzazione della Gallia Cisalpina la popolazione locale di madre lingua celtica iniziò ad apprendere e parlare il latino, dando vita alla famiglia linguistica delle lingue gallo-romanze, ossia lingue romanze aventi un substrato celtico, come il francese e le lingue parlate in Piemonte, Lombardia, Emilia e Romagna.
Nonostante la sottomissione della popolazione boica, incursioni provenienti dalla montagna ad opera dei Friniati continuarono per decenni dopo la fondazione di Mutina, fino alla loro completa sottomissione.

### Medioevo
Una necropoli longobarda del VI secolo fu rinvenuta nel 1966 presso la cava di argilla nell'ex-fornace Ape. La necropoli conteneva diverse tombe ma alcune furono scavate clandestinamente o distrutte e si riuscì a recuperare integralmente solo la tomba di una donna ora esposta al Museo della ceramica di Fiorano nel Castello di Spezzano. La tomba era stata costruita con mattoni e tegole; all'interno si trovava il corredo costituito da una fibula d'argento dorato con castoni in granato e una collana formata da vaghi in pasta vitrea, in corallo e in corniola.
In epoca Carolingia, è documentata storicamente la corte regia di Camiazzo o Campomiliazzo (Campus Miliatus), con la Pieve di S. Pietro, appartenuta al pronipote di Carlo Magno e figlio di Lotario I: l'imperatore Ludovico II il Giovane che la diede in dote alla moglie Engelberga d'Alsazia il 5 ottobre 851. La corte si trovava presso l'attuale quartiere Cameazzo.
Engelberga nel marzo 877 fece testamento e dispose che tutte le sue sostanze sia presenti sia future andassero al monastero di San Sisto di Piacenza, con tutte le case, le cose, le famiglie dei servi della gleba e quindi anche Fiorano.
Berta, figlia del re d'Italia Berengario I, divenne badessa di San Sisto verso il 914, e il 27 agosto 917 ottenne dal padre un diploma confermante alla stessa badessa Berta il monastero di San Sisto con tutte le sue corti, compresa quella di Camiazzo per tutta la sua vita.
Tra l'862 e il 955 l'Italia fu oggetto di razzie e invasioni ungariche. Camiazzo non possedeva fortificazioni militari e i suoi abitanti, per proteggersi dagli Ungari, erano costretti a rifugiarsi fino a Castellarano o a Rocca Santa Maria. Siccome questi due castelli erano molto distanti e inadeguati per accogliere tutta la popolazione, la badessa Berta di San Sisto e il vescovo di Modena Gottofredo, decisero di costruire sulla spianata superiore del colle di Fiorano un castello con torre centrale e alcuni edifici raccolti dentro una cerchia di mura.
Per merito del vescovo di Modena Ingone, verso il 1030, nacque la chiesa parrocchiale dedicata a San Giovanni Battista dentro la cinta muraria del castello con relativa torre campanaria e annesso edificio a uso di canonica.

### Da Matilde di Canossa ai comuni
Alla morte della madre Beatrice di Lorena, avvenuta nel 1076, Matilde di Canossa entrò in possesso di un vasto territorio che comprendeva anche Fiorano. Il 2 marzo 1108 la contessa Matilde di Canossa in persona si trovava presso il castello di Fiorano nonostante questo fosse di proprietà del vescovo di Modena. Il vescovo aveva l'onore di accoglierla insieme con parecchie personalità illustri dell'epoca come Alberico figlio di Bulgaro (da Nonantola), Rodolfo da Garfagnano, Azzo da Sala, Alberto di Ioculo, Lanfranco da Savignano e Alberto di Giampaolo. Sappiamo della sua presenza grazie alla redazione di un atto, proprio in quel giorno, alla presenza di Matilde e del notaio che scrisse Actum in casto Floranelli cioè atto rogato nel castello di Fioranello che in una delle prime volte viene così chiamato.
Dopo la morte della contessa Matilde, la compagine dei suoi stati si sfasciò; sia perché Enrico V di Franconia ne occupò la maggior parte in sfregio alla Santa Sede che reclamava l'eredità della Gran Contessa, sia perché i popoli non volevano saperne di feudalesimo e aspiravano a raggrupparsi in liberi comuni il più delle volte identificandosi con i confini della diocesi. Dopo la morte di Matilde, i nobili Della Rosa ottennero l'investitura imperiale del fortilizio di Sassuolo, edificato dalla stessa contessa e poi da loro ampliato. Nel 1178 e nel 1187, sull'esempio di tanti altri comuni rurali del modenese, anche i consoli del comune di Sassuolo giurarono fedeltà al comune di Modena nonostante Sassuolo fosse di diocesi reggiana.

### Prima signoria dei Pio
Nel 1264 fu eletto vescovo di Modena Matteo Pio, appartenente alla famiglia dei Pio di Savoia. Nello stesso anno Manfredo Pio ottenne dal vescovo Matteo (suo cugino) l'investitura a titolo di custodia (che presto si convertì in signoria feudale) del castello di Fiorano. Manfredo Pio morì presto trasmettendo al figlio Egidio tutti i suoi diritti di signoria.

### I nobili Della Rosa
Il 15 ottobre 1309 Egidio Pio vendette il castello di Fiorano e tutti i possedimenti ai nobili di Sassuolo: Francesco detto Sassolo Della Rosa, Azzo Della Rosa e Obizzo Della Rosa. A quest'epoca il castello di Fiorano aveva un'unica cinta di mura, circondante la spianata del colle e racchiudente l'antica torre quadrilatera merlata. La cinta muraria racchiudeva anche la chiesa di San Giovanni Battista con annesso campanile, sagrato e canonica. Vi erano inoltre varie torri-case in cui risiedevano i signori del castello, tutte sulle mura. I nobili Della Rosa completarono entro l'autunno del 1312 le fortificazioni del castello aggiungendo un forte baluardo con torre circolare, munito di balestriere e coronato di piattaforma merlata nell'angolo nord-est delle mura.
Nella notte del 16 giugno 1325 Francesco dei Bonacolsi, figlio di Rinaldo dei Bonacolsi detto "Passerino" e capitano di Modena, mosse il suo esercito verso Fiorano. All'alba del 17 giugno 1325 comparvero a Fiorano le prime cavallerie e poi arrivò il grosso dell'esercito con l'intento di conquistare il castello che, essendo ben difeso, non cadde e la guerra si trasformò in assedio. Francesco dei Bonacolsi non si limitò alla guerra d'assedio ma mise in campo ogni genere di brutalità potesse indurre gli abitanti alla resa e così furono distrutti i campi di frumento prossimi alla maturazione, tagliate le viti, saccheggiate le abitazioni e poi distrutte, rovinati e riempiti di terra i pozzi d'acqua e aggiunte carogne di animali morti e di putridume per renderli infruibili. Uccise tutti gli abitanti che trovò specialmente vecchi, donne e bambini. Durante l'assedio vi era Il Rosso dalle Cipolle, uomo fidato e devotissimo a Sassolo Della Rosa incaricato di fare da messaggero con i rinforzi militari che dovevano arrivare da Bologna, l'uomo fu catturato da Francesco che lo fece caricare su di un trabucco e lo lanciò all'interno del castello facendolo sfracellare nel piazzale con terribile orrore degli assediati. Dopo otto giorni di assedio i Della Rosa decisero per una resa condizionata ad aver salva la vita di tutti i difensori e che questi potessero portare via con sé le loro cose. Francesco dei Bonacolsi accettò il patto e conquistò Fiorano. Non appena conquistato il castello Francesco dei Bonacolsi fece radere al suolo e demolire tutte le fortificazioni e incendiare gli edifici. Venne risparmiata solo la chiesa parrocchiale.
Rinaldo dei Bonacolsi tenne per poco il dominio di Sassuolo, Fiorano e Montegibbio perché Versuzio Lando, condottiero delle truppe pontificie, incominciò un assedio del castello di Sassuolo l'8 marzo 1326. Dopo otto giorni gli abitanti di Sassuolo costrinsero i difensori Bonaccolsi alla resa. Montegibbio e Fiorano e le altre ville del circondario si assoggettarono a Lando che restituì i castelli diroccati ai nobili Della Rosa. Obizzo Della Rosa, divenuto capofamiglia dopo la morte del fratello Sassolo, diede inizio alle opere di restauro e ricostruzione del castello di Fiorano che vennero ultimate nell'autunno del 1328.
Il 3 luglio 1354 ebbe inizio l'assedio del castello di Fiorano da parte delle milizie dell'arcivescovo Giovanni Visconti che era presidiato dai nobili Della Rosa coi loro mercenari e dai fioranesi. Mentre durava l'assedio un nugolo di guastatori saccheggiava, incendiava, distruggeva quanto v'era nei borghi e nelle campagne ripetendo le atrocità commesse 29 anni prima da Passerino dei Bonacolsi. I difensori del castello sperarono di poter vincere la battaglia quando parte dell'esercito attaccante si ritirò per conquistare i castelli di Spezzano e Nirano, ma la speranza non durò a lungo poiché quei castelli si arresero subito e l'esercitò si ricompattò rapidamente. I difensori esausti e avviliti, si arrendevano per aver salva la vita dopo dieci giorni di assedio. Il 13 luglio 1354 le truppe nemiche saccheggiarono il castello senza distruggerlo, anzi, una forte guarnigione del Visconti issò il suo vessillo e restò in presidio per affermare il dominio del signore di Milano sulla terra di Fiorano.
Sia ai nobili Della Rosa sia al marchese Aldobrandino III d'Este, signore di Modena, non faceva affatto piacere che l'arcivescovo Visconti fosse in possesso del castello di Fiorano. Per questo si allearono per inviare una potente armata con l'obiettivo di riconquistarlo nel 14 settembre 1354; ma i fioranesi non appena videro l'arrivo da Modena del potente esercito si sollevarono e attaccarono le milizie nel castello aiutando i Della Rosa. Tuttavia le truppe del Visconti si asserragliarono nella torre del castello e resistettero per due giorni; tempo sufficiente per l'arrivo delle truppe di Galasso I Pio che intervennero in aiuto dei Visconti scatenando una tremenda e sanguinosa battaglia il 16 settembre 1354 dalla quale uscì vincitore Galasso I Pio.
Alla morte di Giovanni Visconti, avvenuta il 5 ottobre 1354, la signoria di Milano fu suddivisa tra i suoi tre nipoti. A Matteo II Visconti spettò anche Bologna e quindi i castelli conquistati nelle colline modenesi tra cui Fiorano. Bologna e le sue dipendenze erano governate da Giovanni Visconti da Oleggio che però nel 1355 tradì il suo signore e si rese padrone indipendente di tutto il bolognese stringendo alleanza con Aldobrandino III d'Este.

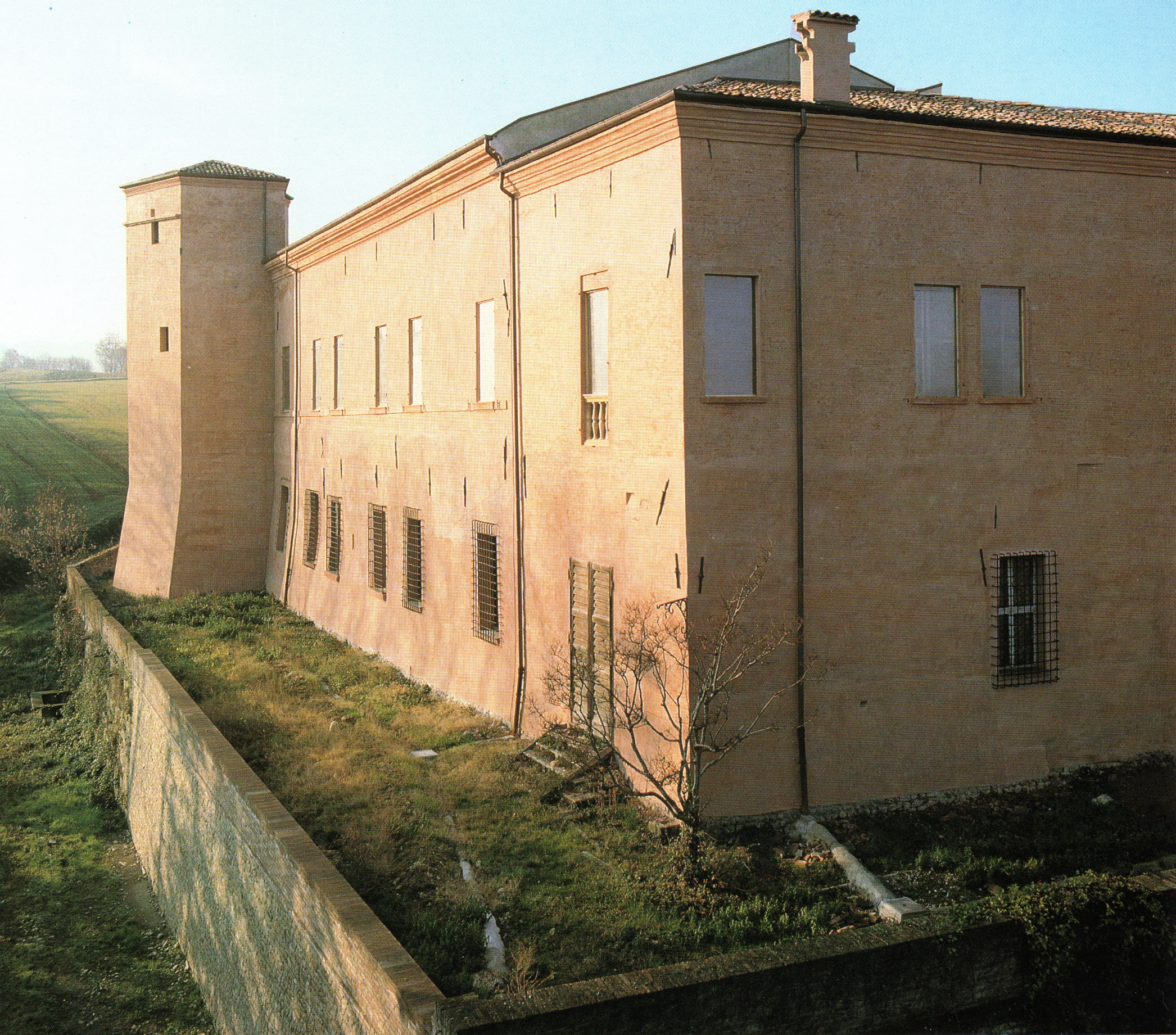
Il Castello di Spezzano.

Il 16 maggio 1355 un esercito estense conquistò in due giorni il castello di Nirano. Passò quindi alla conquista del castello di Spezzano il 19 maggio 1355 che però resistette per quindici giorni nonostante i rinforzi inviati da Giovanni Visconti da Oleggio. Il 4 giugno 1355 Matteo II Visconti inviò un forte esercito composto da truppe milanesi e modenesi che riuscirono a mettere in fuga l'esercito estense, e cacciandoli anche da Nirano, mantenendo così il dominio di Matteo II sul territorio di Fiorano.
Il 26 settembre 1355 morì Matteo II Visconti e i fratelli Bernabò e Galeazzo II Visconti si divisero l'eredità. A Bernabò Visconti toccò Lodi, Parma e Bologna e quindi anche Fiorano.
I Della Rosa corruppero il custode del castello in modo che lasciasse aperta e sguarnita la porta del castello di Fiorano e aperta e sguarnita anche la torre alle tre di notte del 13 settembre 1355. Fu così che i Della Rosa riuscirono a penetrare con il loro esercito il castello e a disarmare i pochi soldati del Visconti che fecero resistenza. Ritornava così a sventolare sul castello di Fiorano il vessillo dei Della Rosa dopo 17 mesi esatti.
Bernabò Visconti voleva vendicarsi dei nobili di Sassuolo e quindi inviarono Galasso I Pio nell'anno 1357 con duemila barbute e molti fanti per danneggiare tutta l'area di dominio sia dei Della Rosa sia degli estensi, suoi nemici. Dopo oltre due settimane di devastazione, Galasso e il suo esercito furono costretti al ritiro delle truppe a Carpi nella notte tra il 15 e il 16 luglio da un contingente composto dalle forze unite di Ricciardo de' Cancellieri da Pistoia, Feltrino Gonzaga, Ugolino da Savignano, Lanfranco e Gherardo Rangoni e Manfredino da Sassuolo che in quell'occasione dimenticarono gli antichi rancori. L'8 giugno 1358 il marchese Aldobrandino III d'Este firmò un trattato di pace per cessare le ostilità.
Nel 1373 ripresero le ostilità tra gli Este e i Visconti, durante le quali Francesco da Sassuolo fu imprigionato da Niccolò II d'Este (successore di Aldobrandino III). Per essere liberato Francesco da Sassuolo dovette rinunciare a tutti i suoi castelli - compreso quello di Fiorano - e abbandonare il modenese. Durante il dominio estense, Fiorano ebbe come podestà nominati dal marchese: Francesco da Gragnano nel 1377, Alberto di Delfino da Rovigo nel 1378 e Giovanni de' Taviani nel 1393.

### Primo dominio estense
Il marchese Niccolò III d'Este decise di rendere Sassuolo una podesteria a cui furono assoggettati tutti i comuni di Francesco della Rosa e quindi anche Fiorano; come podestà scelse Nascimbene Grassaleoni. A partire dal 14 novembre 1432 il governatore di Fiorano divenne Iacopo Giglioli, segretario di Niccolò III, che tuttavia fu rimosso il 17 gennaio 1434 e imprigionato a Ferrara dallo stesso marchese.
Dopo la morte di Niccolò III, Fiorano passò al figlio naturale Leonello d'Este fino alla morte il 1º ottobre 1450. A Leonello successe il fratello Borso d'Este che fu l'ultimo marchese di Ferrara e primo duca di Ferrara, Modena e Reggio. Borso fece edificare un palazzo nel 1458 nel castello di Sassuolo e fece anche dipingere stanze e logge da celebri pittori modenesi. Tra questi vi era anche Bartolomeo degli Erri che lo storico Guido Bucciardi ritiene dipinse anche l'arcata sovrastante la porta di accesso al castello di Fiorano con l'effigie della beata vergine con in braccio il bambino Gesù, seppur senza documenti a sostegno, sotto l'incarico del duca Borso e su preghiera dei fioranesi, nello stesso anno 1460 in cui dipinse a Sassuolo. Altri storici come Carlo Malmusi ipotizzano che il dipinto fosse stato fatto da Angelo Calori oppure da Agnolo degli Erri fratello di Bartolomeo.

### Seconda signoria dei Pio
Nel 1499 il duca Ercole I d'Este stipulò una convenzione con Giberto II Pio per la quale Giberto cedeva al duca di Ferrara le terre di Carpi e Soliera ricevendone in cambio Sassuolo e molti altri territori tra cui Fiorano. Alla morte di Giberto II Pio, il 26 settembre 1500, Fiorano e gli altri feudi venivano ereditati dal figlio Alessandro. Il 5 giugno 1501 vi fu un potente terremoto che fece crollare la torre del castello di Spezzano.
Mentre era signore di Fiorano Alessandro Pio, nell'agosto del 1510 nacque una guerra tra il papa Giulio II e il duca di Ferrara Alfonso I d'Este. Giulio II inviò quindi nel modenese suo nipote Francesco Maria I Della Rovere al comando di un esercito alla conquista del modenese. I primi di ottobre 1510, nell'ambito di queste operazioni militari, viene completamente incendiato e distrutto il castello di Fiorano. Nel castello diroccato si salvò solo l'immagine della Beata Vergine dipinta circa cinquant'anni prima sull'arcata sovrastante la porta del castello.
Sotto la signoria di Ercole Pio, nella notte tra il 7 e l'8 febbraio 1558 Fiorano viene incendiato dalle truppe spagnole e dalla distruzione si salvò ancora miracolosamente l'immagine della Beata Vergine.
Ad Ercole Pio succedette il figlio Marco quando aveva appena tre anni di vita e perciò il padre dispose che fino ai vent'anni fosse sotto la tutela dello zio Enea Pio. Appena ventenne, Marco, sposò Clelia Farnese e in pompa magna fece il suo ingresso a Sassuolo il 28 novembre 1587.
Il 30 giugno 1609 il duca di Modena Cesare d'Este pagò 215.000 scudi romani a Enea Pio ponendo fine di fatto e di diritto al dominio dei Pio su Fiorano che ritornava quindi sotto il governo estense. Fiorano rimase aggregata a Sassuolo come podesteria fino al 1651.

### Secondo dominio estense
Nel 1630 la peste che colpì la Lombardia e il nord Italia arrivò anche a Sassuolo ma Fiorano non fu colpita. Dai registri parrocchiali risulta che su una popolazione di 1.000 abitanti tra il 1630 e il 1631 morirono 34 persone di cui nessuna per peste. Siccome i fioranesi avevano tanto pregato l'immagine della Beata Vergine del Castello credettero che fosse un miracolo del dipinto e incominciarono una raccolta fondi per erigere un oratorio. Incominciarono quindi i lavori di costruzione del Santuario della Beata Vergine del Castello a essa dedicato e realizzato su commissione del duca Francesco I d'Este secondo il progetto dell'architetto Bartolomeo Avanzini tra il 1631 e il 1634.
Il duca Francesco I infeudò il territorio di Fiorano al marchese Alfonso Coccapani il 27 maggio 1651, il quale già deteneva il feudo di Spezzano. Il 27 luglio 1629 infatti, la rocca e la terra di Spezzano erano diventati feudo del marchese Guido Coccapani, padre di Alfonso. Veniva così riunito il territorio fioranese e distaccato da Sassuolo che restava sotto il diretto dominio ducale.

### Il feudo Coccapani

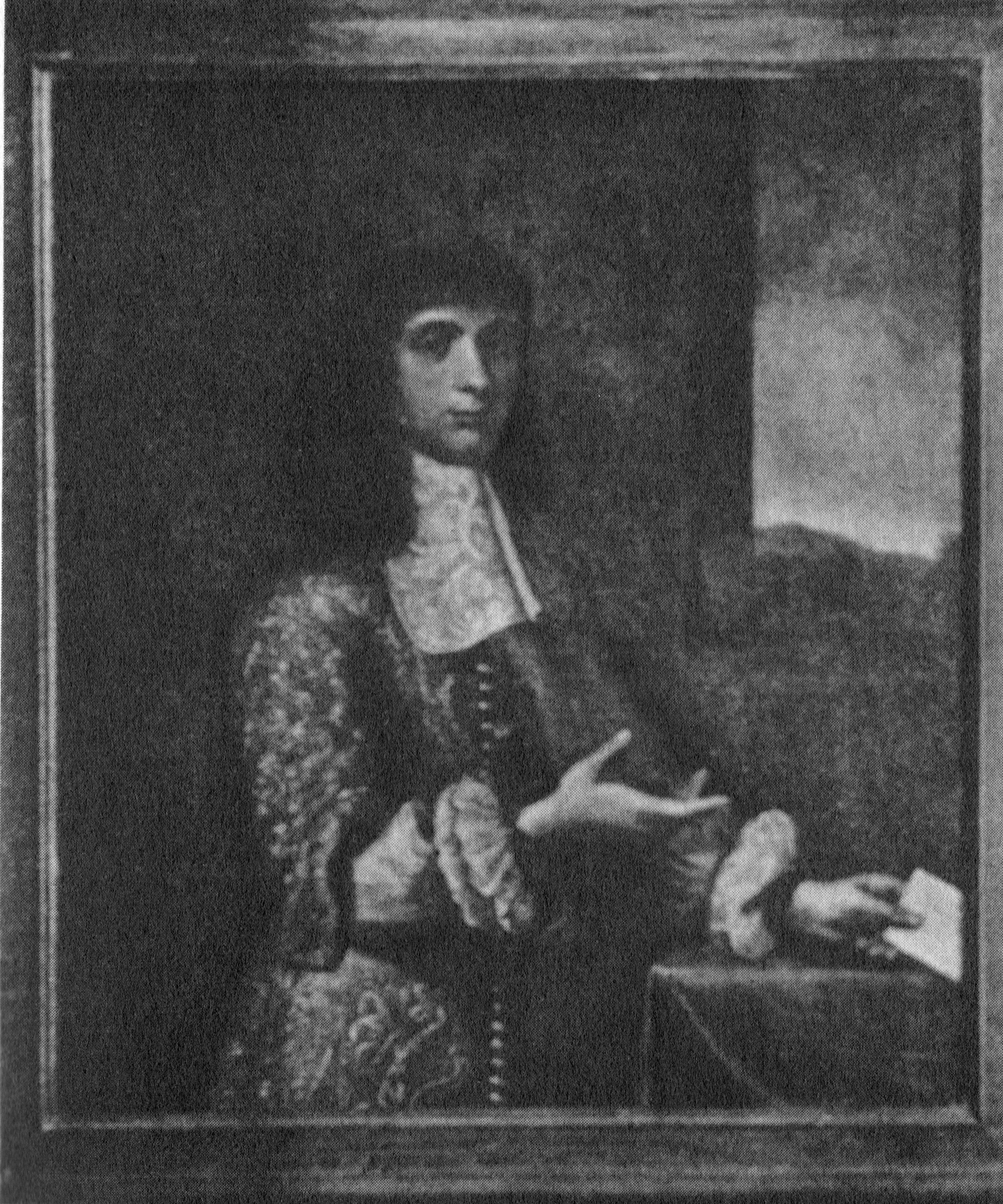
Dipinto su tela del marchese Filippo Antonio Coccapani feudatario di Spezzano e Fiorano dal 1653 al 1723.

Alfonso Coccapani prese formalmente possesso di Fiorano all'inizio di giugno 1651. Spezzano rimase il capoluogo del marchesato, nonché residenza del governatore o podestà o commissario agli ordini del marchese e che lo rappresentava tanto nell'amministrazione civile che in quella giudiziale. Alfonso ampliò le milizie fioranesi e le divise in quattro squadre. Vietò inoltre molti giochi pericolosi, tenendo per sé la caccia in tutta la giurisdizione. Alla morte di Alfonso il 4 agosto 1653 ereditò il feudo suo figlio primogenito Filippo Antonio Coccapani.
Sabato 15 marzo 1670 alle ore quattordici, mentre il santuario era già gremito di fedeli, durante l'accensione delle candele venne per errore appiccato il fuoco all'altare che si diffuse presto a tutto il santuario. Quando le fiamme si spensero, l'immagine della Beata Vergine si era nuovamente salvata da un altro incendio.
I duchi di Modena bevevano il vino delle colline modenesi, specialmente quello di Fiorano. Il 28 agosto 1677 un proclama ducale ordinava a tutti i sudditi di Fiorano e Spezzano, che avessero intenzione di vendere dell'uva, di recarsi alla Cantina Ducale per notificare la quantità e la qualità del loro prodotto così da consentire agli ufficiali della Cantina di garantirsi l'uva migliore per la produzione del vino ducale.
Quando Filippo Antonio Coccapani morì il 5 marzo 1723 Fiorano passò quindi al figlio Luigi che lo mantenne fino alla sua morte nel 1755. A Luigi succedette il figlio Lodovico Coccapani, ultimo feudatario di Fiorano. Il 4 ottobre 1796 Napoleone Bonaparte, dal suo quartier generale di Milano, notificava che i modenesi e i reggiani erano sotto il dominio francese. La nobiltà venne ufficialmente abolita, e la reggenza estense definitivamente soppressa.
La chiesa parrocchiale di Fiorano fu riedificata tra il 1744 e il 1747. Sempre nel 1747 fu costruito l'attuale municipio.

### Storia contemporanea
Tra l'Ottocento e il Novecento la zona di Nirano si spopolò progressivamente probabilmente a causa di una posizione scomoda da raggiungere e la mancanza di strade adeguate unitamente alla mancanza di attività commerciali, artigianali o industriali.
Dal 1810, e per quasi cinquant'anni, tutta l'area di Fiorano fu accorpata al comune di Sassuolo.
Quando crollò l'impero napoleonico, con il trattato di Parigi del 30 maggio 1814, il ducato di Modena fu ripristinato; ma, essendosi estinta in linea maschile l'antica dinastia estense con Ercole III, salì al trono Francesco IV, che divenne duca di Modena.
Con il decreto dittatoriale di Luigi Carlo Farini del 27 dicembre 1859 Fiorano riacquistò la propria autonomia comunale. Il primo consiglio comunale si tenne il 23 marzo 1860 e la prima giunta il 28 marzo 1860.

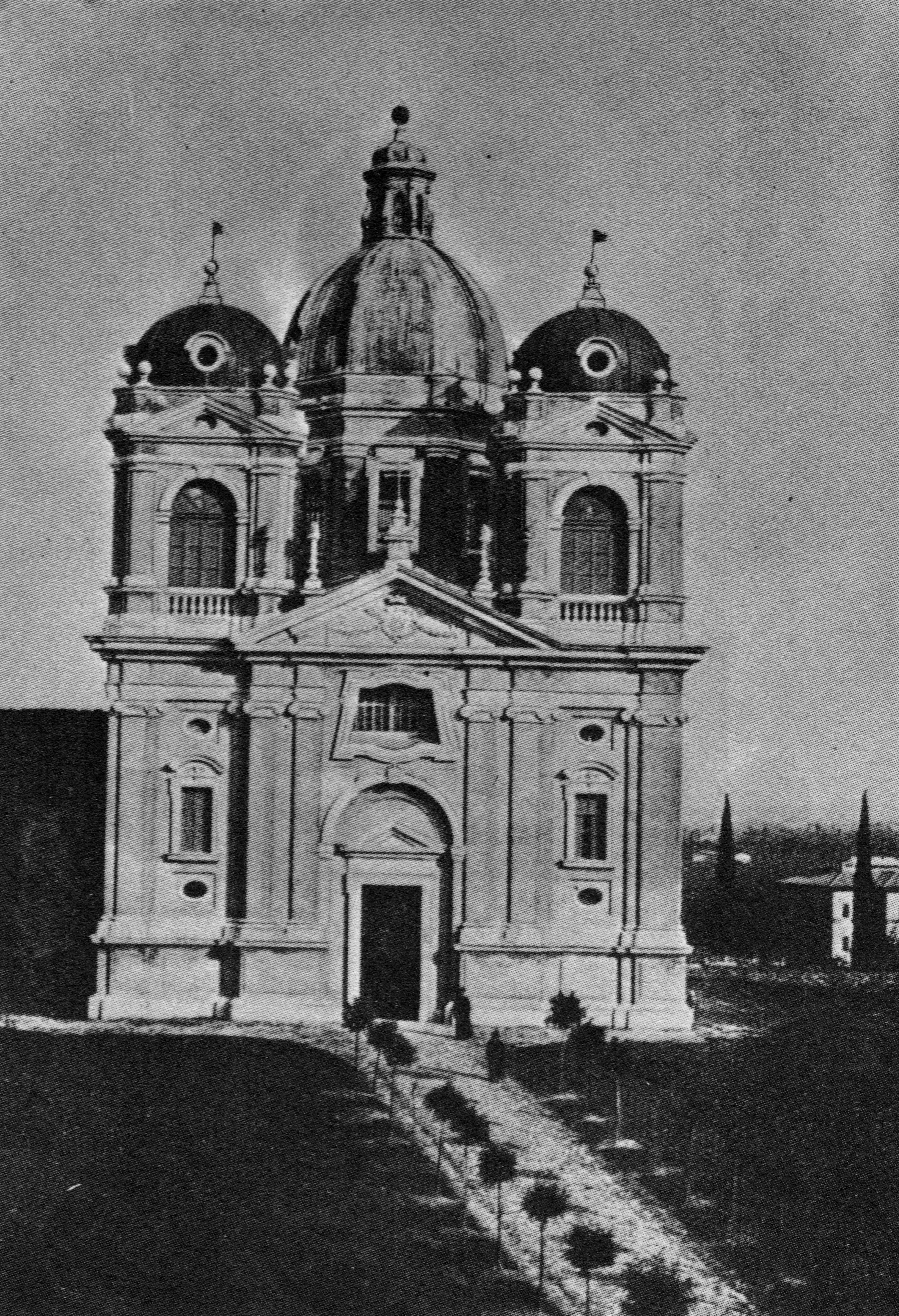
Prospetto del santuario dopo il completamento della facciata nel 1889.

L'8 aprile 1866 il capomastro Antonio Gozzi di Casinalbo incomincia i lavori di restauro interni ed esterni Santuario della Beata Vergine del Castello..
Il 15 giugno 1866 il pittore modenese prof. Adeodato Malatesta, allora direttore dell'Accademia di belle arti, intraprende il restauro gratuito delle pitture interne alla cupola del santuario che fu completato il 25 novembre dello stesso anno. Il 1º ottobre 1880 don Giuseppe Messori si impegnò - a proprie spese - a costruire la seconda torre, quella settentrionale, del Santuario. Il 26 dicembre 1880 la fabbriceria incarica l'ingegner architetto Vincenzo Maestri di Modena di redigere il progetto per il compimento della facciata del santuario e dirigere i lavori. Maestri dirigerà gratuitamente i lavori per quasi sei anni.
L'8 settembre 1889 si tenne l'inaugurazione della nuova facciata marmorea del santuario.

### Simboli
Lo stemma del Comune di Fiorano Modenese è stato concesso con decreto del presidente della Repubblica del 23 luglio 2004.
(D.P.R. 23.07.2004 concessione di stemma e gonfalone)
È un'arma parlante e si trova impressa sulla campana maggiore del paese datata al 1783.
Il gonfalone è un drappo partito di bianco e di rosso.

## Monumenti e luoghi d'interesse

### Architetture religiose
- Santuario della Beata Vergine del Castello (Basilica minore)
- Chiesa parrocchiale di Fiorano dedicata a San Giovanni Battista
- Chiesa di San Giovanni dedicata all'omonimo apostolo ed evangelista, parrocchiale di Spezzano
- Chiesa parrocchiale di Nirano dedicata a San Lorenzo
- Oratorio di San Filippo Neri

### Architetture civili
- Tomba del patriota italiano Ciro Menotti, presso la Chiesa di San Giovanni.
- Villa Coccapani
- Villa Guastalla
- Villa Cuoghi
- Villa Messori
- Villa Pace
- Villa Campori

### Architetture militari
- Castello di Spezzano, anche detto "Rocca Coccapani", al cui interno trova sede il Museo della ceramica di Fiorano e l'Acetaia comunale.

## Società

### Evoluzione demografica
Abitanti censiti

### Etnie e minoranze straniere
Al 31 dicembre 2023 gli stranieri residenti erano 1 255, pari al 7,53% della popolazione.

## Cultura

### Musei
Il Museo della ceramica di Fiorano e l'Acetaia Comunale sono ospitati nel Castello di Spezzano.

### Eventi e manifestazioni
La sagra del comune ricade l'8 settembre e attira decine di migliaia di visitatori dai paesi limitrofi.
Il 16 agosto a Spezzano viene festeggiata la fiera di San Rocco, già arrivata alla 160ª edizione.

## Geografia antropica
Il territorio comunale si suddivide in diversi quartieri: Fiorano centro, Case Nuove, le aree fioranesi dei quartieri Braida e Mezzavia (che condivide con il comune di Sassuolo essendo lungo il confine del territorio comunale), Crociale (sito all'incrocio del capoluogo comunale e la frazione di Spezzano) e l'area di Spezzano centro. Non rappresenta un vero e proprio quartiere ma viene così identificata anche l'area residenziale sorta a ridosso delle antiche "cave" ora dismesse. Le frazioni minori di Ubersetto e Nirano non sono suddivise in quartieri.

### Storia delle suddivisioni
Il nome della frazione Spezzano deriva dal nome personale latino Peccianus e Nirano dal nome personale Nerianus.
In epoca medioevale le frazioni di questo comune erano divise tra i vari signori feudali per essere aggregate per la prima volta sotto la signoria dei Pio di Savoia nel 1499. Dopo la morte di Marco Pio nel 1599, l'area fu governata dagli Este. Nel 1629 il territorio fu nuovamente diviso e Spezzano venne data in feudo alla famiglia Coccapani. Nel 1651 anche il territorio di Fiorano fu concesso ai Coccapani creando quindi una separazione con Nirano che dal 1646 era della famiglia Dragoni.
Nel 1802 la comunità di Nirano fu soppressa e aggregata a quella di Spezzano. Mentre nel 1810 l'intera area di Fiorano Modenese venne accorpata al comune di Sassuolo.
Soltanto dal 1859 il territorio di Fiorano Modenese riacquista la propria autonomia comunale con le frazioni di Spezzano e Nirano.

## Economia
Cuore del distretto industriale della piastrella, ha 10 zone industriali dedicate quasi esclusivamente a questo tipo di produzione.

## Infrastrutture e trasporti

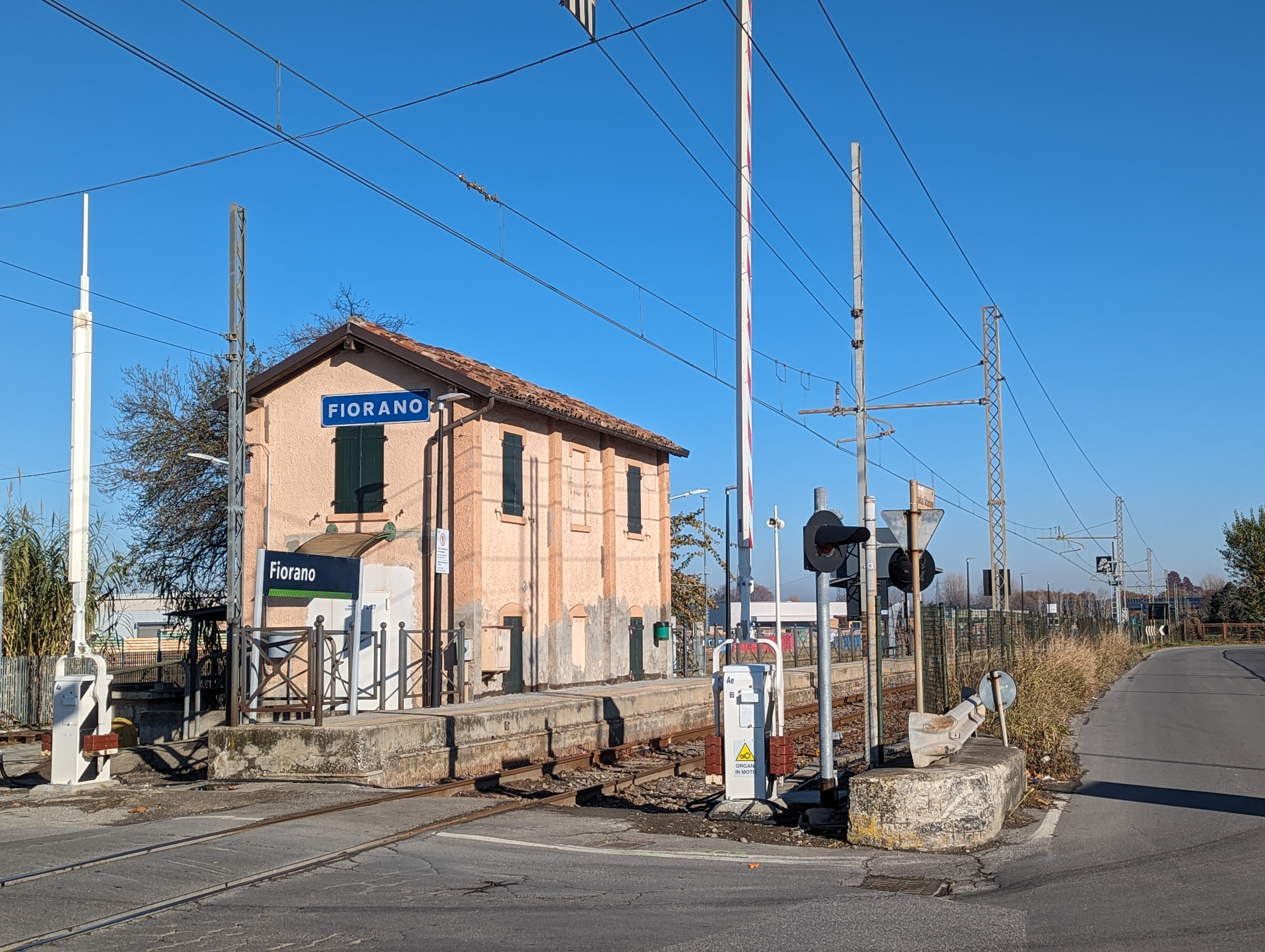
La stazione ferroviaria sulla linea Modena - Sassuolo

### Ferrovie
La stazione di Fiorano è una fermata ferroviaria lungo la ferrovia Modena-Sassuolo, gestita dalla società Ferrovie Emilia Romagna.

### Strade
- SP 467 Pedemontana : il comune è attraversato dalla provinciale Pedemontana che si estende dal comune di Sassuolo sino alla località di Pozza di Maranello. Già dagli anni '70 del XX secolo venne realizzato un primo tratto che permette tuttora il collegamento fino a Sassuolo e Scandiano, in Provincia di Reggio Emilia; è inoltre in fase di realizzazione un progetto che la colleghi alla Strada Provinciale Nuova Pedemontana che ha origine sempre a Pozza di Maranello (senza soluzione di continuità)  e, passando per Spilamberto e Vignola, conduce a Bazzano, località di Valsamoggia: alla data di inizio 2016 l'unico tratto ancora non realizzato è compreso tra Solignano Nuovo e S. Eusebio, entrambe frazioni di Castelvetro di Modena.
- SS 724 Tangenziale Nord di Modena e diramazione per Sassuolo : è la tangenziale che collega il distretto ceramico modenese alla tangenziale di Modena e quindi al capoluogo provinciale. Ha origine nel comune di Fiorano e confluisce direttamente nella tangenziale modenese. Rinominata erroneamente Modena-Sassuolo per ricondurla al comune "leader" del distretto senza, tuttavia, mai attraversarne il territorio comunale.

## Amministrazione
Paese a forte vocazione agricola, Fiorano vede prevalere un'amministrazione popolare-moderata già nel primo dopoguerra, che durerà fino al 1923, anno della presa del potere dei fascisti anche a livello municipale. Dopo una breve e movimentata parentesi socialista nell'immediato dopoguerra, l'amministrazione passò nelle mani della Democrazia Cristiana, che la mantenne nel successivo ventennio. A partire dagli anni sessanta il paese vide un forte sviluppo industriale, con l'estendersi del distretto ceramico sassolese, e demografico, con una forte immigrazione dal Sud Italia. Questa vera e propria mutazione ebbe effetti anche sul piano amministrativo, con l'avvento di una giunta rossa a guida comunista, che mantenne la guida del comune nei successivi vent'anni. Dall'introduzione dell'elezione diretta dei sindaci, nel 1995, ad oggi, hanno sempre prevalso coalizioni di sinistra e centro-sinistra, guidate prima da PDS e DS e successivamente dal Partito Democratico.

### Gemellaggi e rapporti d'amicizia
Il comune è gemellato con i seguenti comuni:
- San Donato di Ninea, provincia di Cosenza
- Ozieri, provincia di Sassari
- Burgos, provincia di Sassari
- Ittireddu, provincia di Sassari
- Bultei, provincia di Sassari
- Onda, Comunità Valenciana
- Neve Shalom, villaggio cooperativo a ovest di Gerusalemme

Ha inoltre stretto rapporti di amicizia con i seguenti comuni:
- Nardò, provincia di Lecce
- Celenza Valfortore, provincia di Foggia
- Itaberaí
- Rumuruti

## Sport

### Impianti sportivi

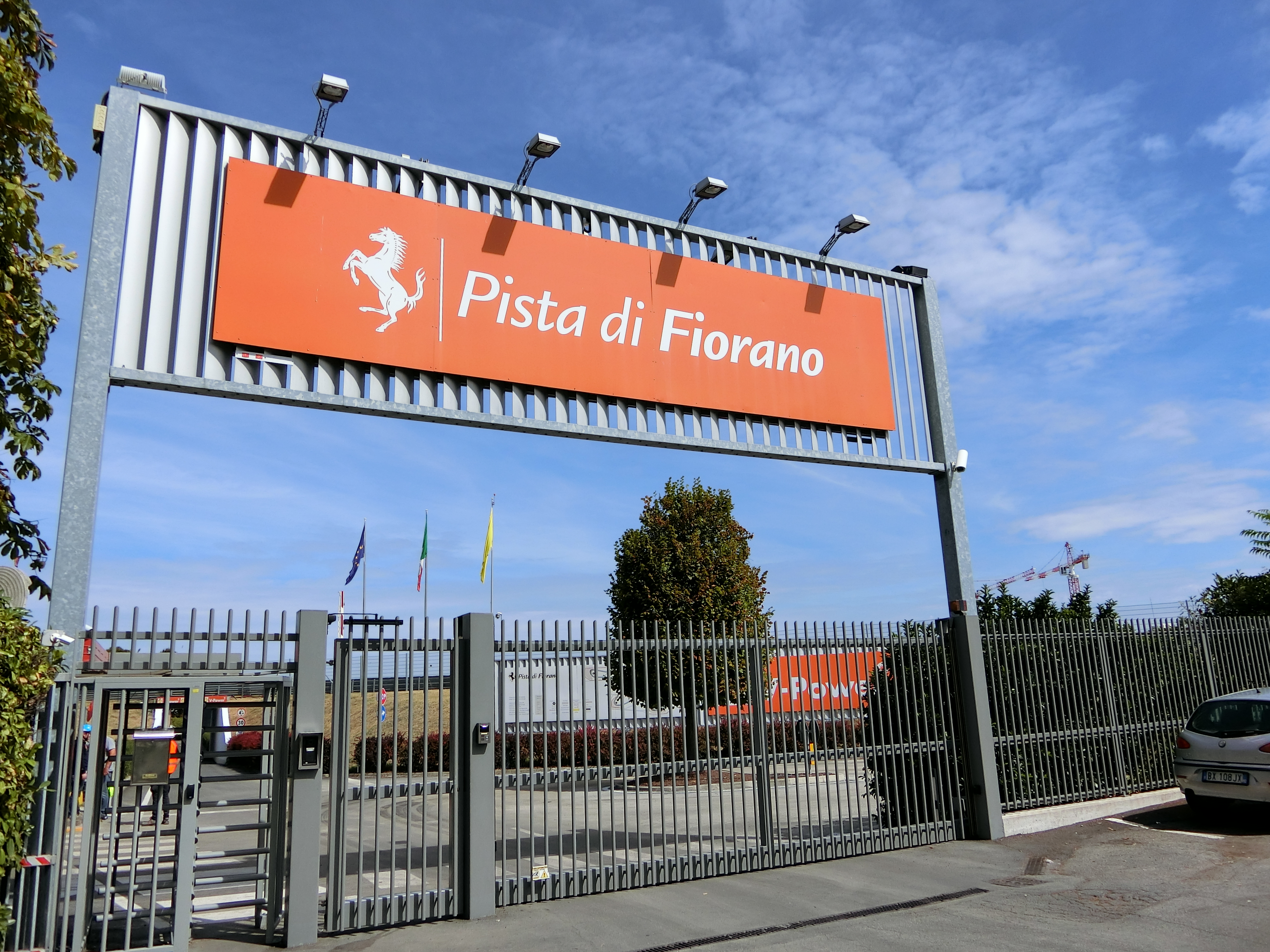
L'ingresso del circuito.

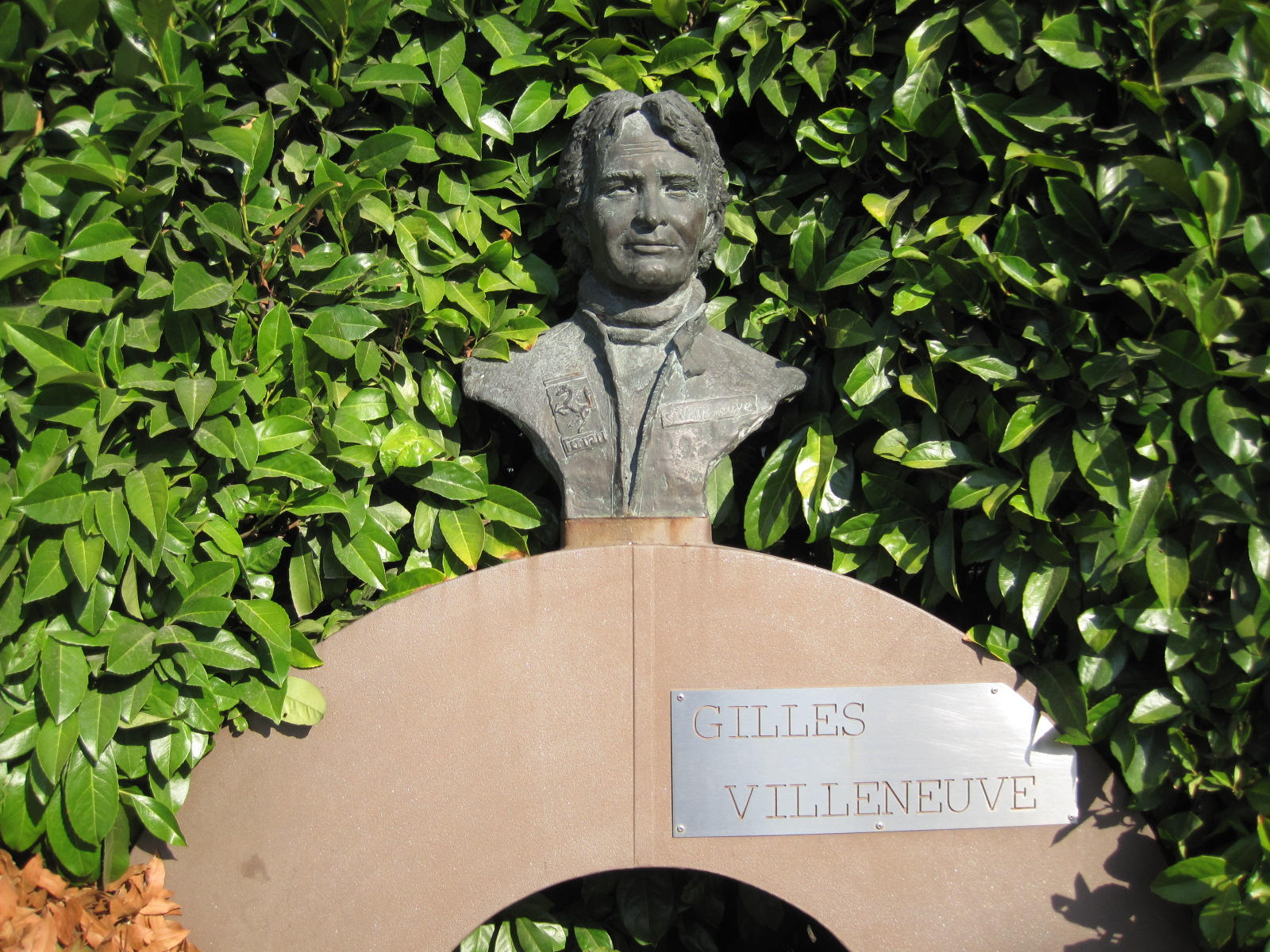
Il busto di Gilles Villeneuve a Fiorano

Sul territorio del comune di Fiorano Modenese si trova il circuito di Fiorano, una pista automobilistica di prova privata della Ferrari.

### Pallavolo
Il comune di Fiorano Modenese è rappresentato dal G.S. Spezzanese sito nella frazione di Spezzano, con numerose partecipazioni al massimo campionato regionale di Volley emiliano e in previsione di disputare la prima stagione nella Serie B unificata maschile nel 2022-2023.

### Ciclismo
Il 20 maggio 2007 ha ospitato l'arrivo dell'ottava tappa del 90º Giro d'Italia di ciclismo con la vittoria del norvegese Kurt-Asle Arvesen.
Il 24 marzo 2013 è terminata qui la quinta e ultima tappa della Settimana Internazionale di Coppi e Bartali. Ad averla vinta è stato il siciliano della Cannondale Damiano Caruso che a Fiorano Modenese ha realizzato la sua prima vittoria da professionista, mentre Diego Ulissi si è aggiudicato la classifica generale.

### Ruzzola e ruzzolone
A Fiorano esiste un impianto sportivo per il gioco della ruzzola sito in via Della Chimica 1.
La presenza storica di questo sport risale almeno a prima del 1590, epoca in cui Clelia Farnese al fine di disincentivare la diffusa pratica della bestemmia, proibì il gioco della ruzzola sia di legno sia di formaggio quando il valore della posta in gioco superasse i 48 bolognini per tutto il tempo del gioco.

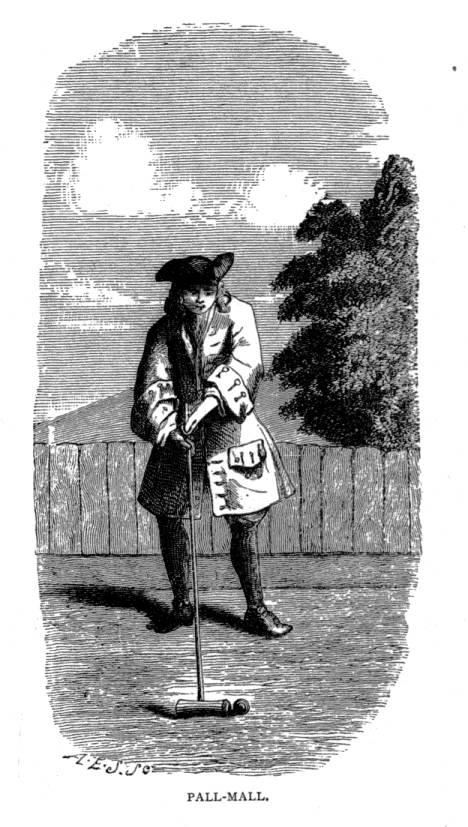
Illustrazione di pallamaglio in una rivista inglese del 1891.

### Pallamaglio
Nel XVII secolo a Fiorano era molto in voga il gioco del pallamaglio, un antico gioco all'aperto, che ha dato origine a numerosi sport moderni, come il golf, il croquet, l'hockey nelle sue varianti e il polo. A Fiorano era praticato nella via della Bugadella in prossimità dell'attuale via Claudia. Nella primavera del 1632 il duca di Modena Francesco I d'Este si recò a Fiorano per assistere personalmente a una partita di pallamaglio.